# 札維耶·多藍
札維耶·多藍（英語：Xavier Dolan，1989年3月20日—）是一位加拿大電影導演、編劇、製片、演員、配音員，19歲時以導演處女作《殺死我阿媽》在當年的康城影展拿下三項大獎，並在之後以五部導演作品先後受到康城和威尼斯等大型國際影展垂青。

## 早年
杜蘭在加拿大魁北克蒙特利爾出生。他的母親是一名教師，父親為魁北克演員、歌手Manuel Tadros 。受父親影響，杜蘭自小便以童星身分參與許多影片和廣告演出，接著轉往電視影集及電影。

## 職業生涯
2009年的電影《殺死我阿媽》是杜蘭首次導演和編劇的作品，片中的男主角也由他出演。影片在第62届康城影展導演雙週單元首映後艷驚四座，並在影展上奪得了三項大獎。
2010年，杜蘭自編自導自演的第二部長片《心跳》再次來到康城，在一種注目單元首映，並獲得了年輕視線大獎（Regards Jeunes Prize）。影片隨後參加了悉尼影展，並獲得了主競賽單元的最高獎項。
杜蘭在2012和2013年又先後執導了《愈傷愈愛》和《基密農場》，兩部影片分別在康城和威尼斯影展首映，並都有所斬獲。2014年，杜蘭首部沒有親自出演的導演作品《慈母多惡兒》入圍第67屆康城影展，讓他成為了該屆影展最年輕的入圍導演。該片在是屆影展上與年齡最長的入圍導演、電影大師尚盧·高達的新作《告別語言》共同獲得了影展的評審團獎。
2015年，26歲的杜蘭成為了康城影展主競賽單元的評審團成員，他也是該屆影展主競賽評審中最年輕的一位。2016年，杜蘭攜導演作品《不過就是世界末日》重新回到康城，並获得评审团大奖。該片隨後又為其摘得第42届凯萨奖最佳導演獎。
除電影作品之外，杜蘭還曾於2015年以IMAX格式執導英國知名歌手愛黛兒歌曲《Hello》的音樂錄影帶。該MV成為當時Youtube上最快突破10億次點閱率的影片。

## 個人生活
杜蘭是公開的同性戀者。他自導自演的講述一位同性戀少年生活的《殺死我阿媽》即是改編自他初中時寫作的一篇半自傳體小說。

## 作品年表

### 導演作品
杜蘭在自己導演的電影作品中通常還參加大量其他部門的工作。例如，在《基密農場》中，他的名字在片尾字幕中出現了至少九次。因此，下表中也列出杜蘭在導演作品中參與的部分其他工作。
| 年份 | 作品                     | 作品 | 作品                   | 其他身份                                                       |
| 年份 | 譯名                     | 原名 | 英文名（如原名非英文） | 其他身份                                                       |
| ---- | ------------------------ | ---- | ---------------------- | -------------------------------------------------------------- |
| 2009 | 殺死我阿媽               |      |                        | 演員、製片、編劇、服裝設計                                     |
| 2010 | 心跳                     |      |                        | 演員、製片、編劇、剪輯、美術構思、服裝設計                     |
| 2012 | 雙面勞倫斯               |      |                        | 演員（客串）、製片、編劇、剪輯、配音導演、服裝設計             |
| 2013 | 基密農場                 |      |                        | 演員、製片、編劇、剪輯、配音導演、服裝設計、插曲演唱、英文字幕 |
| 2014 | 慈母多惡兒               |      |                        | 製片、編劇、剪輯、服裝設計                                     |
| 2016 | 不過就是世界末日         |      |                        | 製片、編劇、剪輯、服裝設計、英文字幕                           |
| 2018 | 約翰·多諾萬的死與生      |      |                        | 製片、編劇、剪輯                                               |
| 2019 | 麥特與麥斯               |      |                        | 演員、製片、編劇、剪輯、服裝設計                               |
| 2022 | 羅根醒來的那一夜（影集） |      |                        | 演員、製片、編劇、剪輯、服裝設計                               |

### 其他主要出演作品
| 年份 | 作品           | 作品                                             | 備註     |
| 年份 | 譯名           | 原名                                             | 備註     |
| ---- | -------------- | ------------------------------------------------ | -------- |
| 1994 |                | Miséricorde (Misery)                             | 電視電影 |
| 1997 |                | J'en suis! (Heads or Tails)                      |          |
| 2001 |                | La forteresse suspendue (The Suspended Fortress) |          |
| 2007 |                | Miroirs d'Été                                    | 短片     |
| 2008 | 極限：殘殺煉獄 | Martyrs                                          |          |
| 2009 |                | Suzie                                            |          |
| 2010 |                | Good Neighbours                                  |          |
| 2014 | 憂傷大象之歌   | Elephant Song                                    |          |
| 2019 | 牠：第二章     | It Chapter Two                                   | 客串     |

## 外部連結
- Xavier Dolan's website （法文）
- 札維耶·多藍在互联网电影资料库（IMDb）上的資料（英文）
- 札維耶·多藍在豆瓣上的资料（简体中文）
- 札維耶·多藍在时光网上的簡介（简体中文）